# Steven Bernstein (compositeur)
Pour les articles homonymes, voir Steven Bernstein et Bernstein.
Steven Bernstein est un compositeur et acteur américain né à Wheat Ridge (Colorado).

## Filmographie
Compositeur
- 1991 : Taz-Mania, le diable de Tasmanie (Taz-Mania) (série télévisée)
- 1993 : Animaniacs (série télévisée)
- 1994 : Scooby-Doo et les Contes des mille et une nuits (TV)
- 1994 : Tiny Toon Adventures: Spring Break Special (TV)
- 1994 : Le Conte de Noël des Pierrafeu (A Flintstones Christmas Carol) (TV)
- 1995 : Tiny Toon Adventures: Night Ghoulery (TV)
- 1995 : The Sylvester & Tweety Mysteries (série télévisée)
- 1995 : Minus et Cortex (Pinky and the Brain) (série télévisée)
- 1995 : Freakazoid! (série télévisée)
- 1998 : Histeria! (série télévisée)
- 1999 : Wakko's Wakko en folie (Wakko's Wish) (vidéo)
- 2001 : Make Way for Noddy (série télévisée)
- 2001 : One Saturday Morning (série télévisée)
- 2002 : Baby Looney Tunes (série télévisée)
- 2002 : Big Shot : Confession d'un bookmaker (Big Shot: Confessions of a Campus Bookie), d'Ernest R. Dickerson (téléfilm)
- 2002 : Would I Lie to You? (vidéo)
- 2003 : Baby Looney Tunes: Eggs-traordinary Adventure (vidéo)
- 2004 : Noddy Saves Christmas (vidéo)
- 2005 : Say It with Noddy (série télévisée)
- 2005 : Tom et Jerry : Destination Mars (Tom and Jerry Blast Off to Mars) (vidéo)
- 2005 : Noddy and the Island Adventure (vidéo)

Acteur
- 1999 : Wakko's Wakko en folie (Wakko's Wish, voix)